# WiLL (異業種合同プロジェクト)

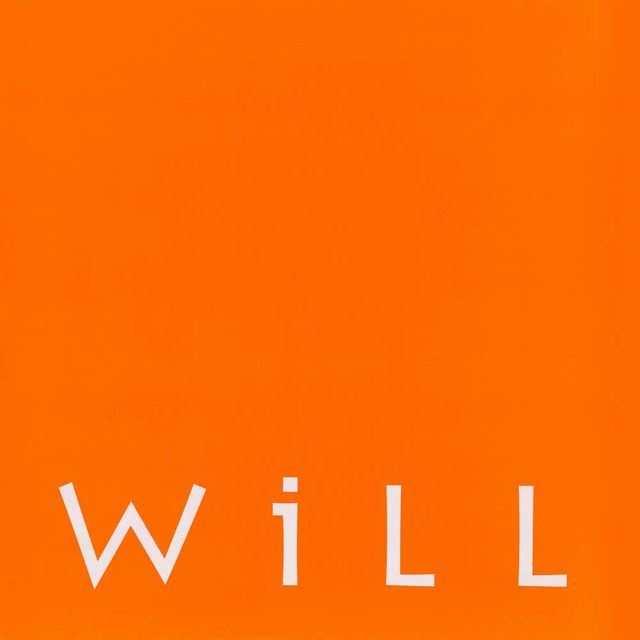
ロゴ

WiLL（ウィル）は、1999年8月2日から2004年7月にかけて、日本で行われた異業種による合同プロジェクトの名である。商品の全てが、「WiLL」のブランド名とオレンジ色のロゴで統一されていた。
このプロジェクトは花王、トヨタ自動車、アサヒビール、 松下電器産業（現・パナソニック）及び近畿日本ツーリストの5社で開始され、その後2000年3月にコクヨ、同年6月に江崎グリコが参画した。アサヒビール及び花王は2002年7月に脱退した。2000年にグッドデザイン賞を受賞している。
2004年7月30日にプロジェクトの公式サイトは閉鎖され、大多数の企業はプロジェクトを中止した。しかし、その後もコクヨや近畿日本ツーリストは、引き続き同ブランド名を用いた商品またはサービスを提供していく意向を表明した。

## ブランドの誕生
1996年の暮れ、トヨタ自動車の奥田碩は、「年代別シェア」報告書を閲覧し、若年層のトヨタ車離れが深刻な状況である事実に愕然とした。危機感を抱いた奥田は、若手社員で構成される社長直轄の仮想企業バーチャル・ベンチャー・カンパニー（VVC）を設置し、対策案の検討に入った。VVCが出した結論は、まず若年層に支持されるブランドを創造し、その商品群の一つとして自動車も販売するというものであった。

## プロジェクトの内容
プロジェクトの特徴は、20代から30代を中心とする「ニュージェネレーション層」をそのターゲットとしたことである。この購買層は「自分らしさ」「こだわり」を意識し、他の世代とは異なった消費行動を示すと想定され、それに合わせた商品開発、およびマーケティング手法の模索から生まれたのがWiLLであった。いわば、マーケティングの合同実験である。
WiLLという名称には生産者（企業）から明確な主張（意志=will）を発信し、それを生活者と共感することによって新たな市場、生活・消費の様式を生み出していくという意味が込められている。このことを“遊びゴコロと本物感”というフレーズにより表現していた。
具体的には、個性を尊重するためのカスタマイズサービス（例えば、自分の好きな色を選べる電化製品など）や、白を基調として清潔感をアピールした商品が開発され、特にデザインの面において従来品とは一線を画す画期的な発想を見せた。しかしその反面、奇抜すぎるデザインが実用性に欠けるという指摘もあった。
背景には、2000年代頃から小売店頭などにおける異業種交流（コラボレーション）の流行があり、野菜売場の側にカレールーを置く。牛乳売場の横にシリアルを置く。コーヒーショップでラテン系音楽CDを販売する。などといった店頭企画が注目されていたことがある。
WiLLの発起人はトヨタの社内部署「VVC（ヴァーチャル・ベンチャー・カンパニー）」で、トヨタ社内から30名ほどの若手社員を、社内応募で集めて立ち上げたブランドである。しかし、WiLLの商標そのものは参加各社が保有するほか、広告宣伝も各社が独自に行うなど、企画当初から参加各社の独自性を尊重した（求心力のない）ものであった。
開始から3年を目途に継続するか検討することになっていた。

## 各社の動向
花王
- WiLL クリアミスト - 衣料用消臭剤、1999年10月4日発売[3]。
- WiLL 空気を洗うミスト - 芳香・消臭剤、2000年4月8日発売[4]。
- WiLL OneWeek アロマ - 芳香剤、2000年10月21日発売[5]。

近畿日本ツーリスト
- WiLL TOUR（OVERSEAS） - 1999年10月8日発売[6][7]。
- WiLL TOUR CITY & RESORT HOTEL
- WiLL TOUR SPORTS - 2000年6月5日発売[8]。
- WiLL TOUR CITY & RESORT
- WiLL TOUR CULTURE
- WiLL TOUR FREE PLAN
- WiLL TOUR RELAX

アサヒビール
- WiLL スムースビア - 淡色生ビール、1999年10月28日発売[9][10]。
- WiLL スウィート ブラウン ビール - 中濃色生ビール、2000年3月23日発売[11]。
- WiLL ビーサイド - 樽生ビール[12][13]。
- WiLL ビーフリー - 発泡酒、2001年11月14日発売[14][15]。

松下電器産業
パナソニックセンター内に「WiLL」コーナー（後のWiLL SQUARE ARiAKE）を設置し、WiLLの製品を他社も含め一堂に展示した。
- WiLL PC - 液晶デスクトップパソコン、1999年11月1日発売、松下電器産業製、品番はCF-E1[16][17]。
- WiLL PC - 液晶デスクトップパソコン、2000年7月14日発売、松下電器産業製、品番はCF-E1XV[18][19]。
- WiLL FRIDGE - 冷凍冷蔵庫、2000年2月1日発売、松下冷機製、品番はNR-B26B1[20]。
- WiLL FRIDGE mini - 冷凍冷蔵庫、2002年2月1日発売、松下冷機製、品番はNR-B16RA[21]。
- WiLL FRIDGE mini - 冷凍冷蔵庫、2004年1月10日発売、松下冷機製、品番はNR-B162R[22]。
- WiLL RANGE - 電子レンジ、2000年2月1日発売、松下電器産業製、品番はNE-R1[23]。
- WiLL BIKE - 折りたたみ自転車、2000年7月20日発売、ナショナル自転車工業製、品番はB-PWS27[24]。
- WiLL BIKE A - コンパクトバイク、2002年2月1日発売、ナショナル自転車工業製、品番はB-WA21[25]。
- WiLL ELECTRIC BIKE - 折畳み電動自転車、2004年2月15日発売、ナショナル自転車工業製、品番はBE-EHF07[26]。
- WiLL BIKE SWEETS - 折畳み自転車、2004年5月15日発売、ナショナル自転車工業製、品番はB-PWSS27[27]。
- WiLL MD - ポータブルMDプレーヤー、2000年7月10日発売、松下電器産業製、品番はSJ-MW1、SJ-MW2及びSJ-MW3[28]。
- WiLL THEATER - DVDステレオシステム、2000年10月1日発売、松下電器産業製、品番はSC-PM08[29][30]。
- WiLL TELEVIDEO - ビデオ内蔵型テレビ、2001年6月20日発売、松下電器産業製、品番はTH-21VFA20[31][32]。
- WiLL A-PURE - アルカリイオン整水器、2002年2月1日発売、九州松下電器製、品番はPJ-A301[33]。
- WiLL A-CUBE - アルカリイオン整水器、2004年2月1日発売、パナソニックコミュニケーションズ製、品番はPJ-A303[34]。
- WiLL CLEANER - 掃除機、2002年1月5日発売、松下電器産業製、品番はMC-U33A[35]。
- WiLL CLEANER - 掃除機、2002年2月1日発売、松下電器産業製、品番はMC-U100XD[35]。
- WiLL CLEANER F - コードレスサイクロン掃除機、2003年4月1日発売、松下電器産業製、品番はMC-BF1[36]。
- WiLL CLEANER - たて型サイクロン掃除機、2004年1月20日発売、松下電器産業製、品番はMC-U35M及びMC-U35A[37]。
- WiLL FAX - パーソナルファクス、2002年6月1日発売、九州松下電器製、品番はKX-PW100CL[38]。
- WiLL FAX - パーソナルファクス、2003年9月19日発売、パナソニックコミュニケーションズ製、品番はKX-PW110CL[39]。
- WiLL ION CONDITIONER - イオンコンディショナー、2002年9月15日発売、松下電器産業製、品番はF-AS1[40]。
- WiLL D-snap - SDマルチカメラ、2002年12月2日発売、松下電器産業製、品番はSV-AV30[41][42]。
- WiLL D-snap - SDマルチカメラ、2003年11月22日発売、松下電器産業製、品番はSV-AV35[43][44]。
- WiLL LAUNDRY - 乾燥機能付き全自動洗濯機、2003年2月1日発売、松下電器産業製、品番はNA-F50XD[45]。
- WiLL LAUNDRY - 乾燥機能付き全自動洗濯機、2004年2月1日発売、松下電器産業製、品番はNA-F50XD2[46]。
- WiLL CUSHION HEATER - クッションヒーター、2003年8月21日発売、松下電器産業製、品番はDB-CH1[47]。

トヨタ自動車
1999年11月11日から専用ショールームWiLL V's SQUARE AOYAMAを開設した。
- WiLL Vi - 乗用自動車、2000年1月17日発売[49]。
- WiLL VS - 乗用自動車、2001年4月6日発売[50]。
- WiLL サイファ - 乗用自動車、2002年10月21日発売[51]。

コクヨ
WiLLの製品を常設展示する、WiLL M’s SQUAREを2000年10月2日に、WiLL Shop Shibuyaを2002年8月10日に開設した。自社の製品のほか、江崎グリコ及び松下電器産業の製品も展示販売した。
- WiLL COSMiCFiZZ STATIONERY - ステーショナリ―、2000年7月10日発売[4]。
- WiLL COSMiCFiZZ FURNITURE - ファニチャー、2000年11月20日発売[54]。
- WiLL STATIONERY COOL - ステーショナリ―、2001年6月26日発売[55]。
- WiLL STATIONERY ACTIC - ステーショナリ―、2002年6月10日発売[56]。

江崎グリコ株式会社
- WiLL オンタイムチョコレート - 2000年9月19日発売[57][58]。
- WiLL リラックスタブレット - 2000年9月19日発売[57][58]。
- WiLL アイス フォー リラックス - 2001年3月5日発売[59]。
- WiLL ナイトカフェ - 2002年4月22日発売[60]。
- WiLL リフレッシュカプセル - 2002年11月12日発売[61]。

## 結末
WiLLによる効果は参加企業の間でも様々で、家電量販店や自動車ショールーム店頭など従来にない販路の開拓に成功した企業もある一方で、売上増に結びつかず目に見える成果のなかった企業もある。また、対象世代が就職氷河期世代であったことやITバブル崩壊後の経済情勢も不利に働いた。
加えて、ブランドライセンスの関係上、参加企業は各業種に1社という制約が設けられていたため、「ライバルにブランドを押さえられるよりは」との観点から参加を決めた企業もあるとみられ、これら参加企業間の温度差がプロジェクトの事実上の瓦解につながった。
本件は、いわゆる強者連合（勝ち組連合）による企画でも、必ずしも大成功するわけではない、というブランディング上の教訓を残した。消費者は「ブランド」で購入するとマーケッターは思いがちだが、実際の消費者は商品実物を手にとって判断を行うということが再認識された。